# Högel
Högel (północnofryz. Höögel, duń. Høgel) – gmina w Niemczech w kraju związkowym Szlezwik-Holsztyn, w powiecie Nordfriesland, wchodzi w skład urzędu Mittleres Nordfriesland.